# Lacoste
Lacoste er et fransk-ejet tøjfirma, der blev grundlagt i 1933 af René Lacoste. Firmaet sælger tøj, sko, parfume, lædervarer, armbåndsure og solbriller, men er mest kendt for deres tennisskjorter, også kaldet poloshirts. Firmaet er nemt genkendeligt med dets grønne krokodillelogo.
Lacoste har tre butikker i Danmark, den ene ligger på Ny Østergade i København og den anden i Lyngby Storcenter og den tredje i Outlet Centeret i Ringsted.

## Historie
Tennisspilleren René Lacoste indgik et væddemål om, at hvis han vandt en bestemt kamp, ville han få en krokodilleskindstaske. Han vandt og blev derpå kaldt "Krokodillen". Han begyndte at lave sit eget tøj og oprettede senere et firma til dette. Hans første parfume blev lanceret i 1968. Parfumen "Touch of pink" er en af de mest kendte, og modellen er den danske Natasha Thomas. Designeren Michael Young designede en "plastik polo".

## Parfumer
- Style on skin pour femme
- Style on skin pour homme
- Style in play
- Touch of pink
- Essential
- Inspiration
- Elegance